# Bavarica
Als Bavarica (Plural von Bavaricum) werden Buchtitel mit bayerischem Bezug bezeichnet.
Dazu zählen Belletristik, Lyrik, Nachschlagewerke, Monographien, Zeitschriften und Reihen. Nach Definition der Bayerischen Bibliographie ist der inhaltliche und sachliche Bezug zu Bayern das gemeinsame Merkmal. Während in den 1970er Jahren die Anzahl der jährlichen Veröffentlichungen etwa 70 Titel betrug, steigerte sich das Angebot in den 1980er Jahren auf bis über 250 Titel. In den ersten Jahren des 21. Jahrhunderts erschienen ca. 160 neue Bavarica pro Jahr.
Verlage, die sich auf Bavarica spezialisiert haben, sind unter anderem der Bavarica-Verlag, München und Via Verbis in Wambach. Auch der Allitera Verlag mit seiner edition monacensia hat mittlerweile über 60 Bavarica-Titel im Programm. Literatur über Bayern wird aber auch außerhalb Bayerns veröffentlicht.